# Cewe
Cewe (gestileerd als CEWE) is een Duits bedrijf dat afdruk- en verwerkingsdiensten voor foto's levert. Het bedrijf werd opgericht in 1961 en het hoofdkantoor staat in Oldenburg.

## Geschiedenis
Op 1 mei 1912 richtte August Friedrich Carl Wöltje een fotografisch instituut op in Oldenburg. Vanaf 1924 breidde hij zijn bedrijf uit met de verkoop van fotocamera's en accessoires. In 1950 opende Carl Wöltje een van de eerste kleurenlaboratoria in Duitsland en leverde hij aan ongeveer 100 fotowinkels. Cewe werd in 1961 opgericht onder de naam Cewe Color door schoonzoon Heinz Neumüller. De huidige bedrijfsnaam is ontstaan doordat hij de initialen van zijn schoonvader Carl Wöltje erin verwerkte.
Met de toenemende vraag naar kleurenfoto's bouwde Cewe in 1964 een groot fotolaboratorium in Oldenburg. In 1971 werd het bedrijf voor het eerst actief in het buitenland. Het eerste land waar het zaken mee deed was Nederland.
In 1973 fuseerde Cewe met Vereinigten Color en vanaf dat moment ging het verder onder de bedrijfsnaam Vereinigte Cewe Color Betriebe. Het nam meerdere fotolaboratoria over in zowel Duitsland als het buitenland en werd marktleider voor foto-ontwikkeling in de overgang van zwart-wit- naar kleurenfotografie.
Het bedrijf opende in de jaren 80 meerdere fotowinkels onder de naam Ivema of Fotopoint. Ook werden er fabrieken geopend op meerdere plaatsen in Duitsland.
In 1992 werd de bedrijvengroep geherstructureerd onder Cewe Color Holding AG en werd het bedrijf in 1993 beursgenoteerd aan de Frankfurter Wertpapierbörse.
Cewe ging zich in 1994 voorbereiden op een overstap van analoge naar digitale fotografie en kocht een printer die digitale foto's op fotopapier kon printen. Vanaf 1995 was het mogelijk om negatieven in te scannen, te digitaliseren en op diskette geleverd te krijgen.
In 1997 werd het ook mogelijk om de foto's op cd-rom (ImageCD) over te zetten. Deze cd kon op dvd-spelers worden afgespeeld. In datzelfde jaar richtte Cewe het eerste station op voor het accepteren van digitale beeldgegevens in gespecialiseerde fotowinkels. Daarnaast was het nu mogelijk om digitale foto's ook via het internet te bestellen.
Het verwerkte in 2007 een totaal van 1,51 miljoen digitale afbeeldingen. Dit overtrof het aantal van 1,27 miljoen vanaf film ontwikkelde foto's. In 2008 nam Cewe het bedrijf Diron over, een leverancier van software en diensten voor commercieel drukwerk. In 2010 startte Diron met de proefwebsite aprinto.de, een online drukkerij voor bedrijven. Begin 2012 werd ook Saxoprint overgenomen voor uitbreiding in de markt voor online printers.
Eind 2018 had Cewe 14 foto-ontwikkelingsbedrijven in Europa en circa 4200 medewerkers. Het ontwikkelde in dat jaar 2,2 miljard foto's en produceerde 6,18 miljoen fotoboeken.

## Trein
Locomotief 101 076-8 van de Deutsche Bahn (DB) had (tot 29 juni 2023) een speciale bestickering ter promotie van Cewe. Op de locomotief stond de tekst: 'Mein Cewe Fotobuch, mein Leben'.